# Феста, Георгий Александрович
Георгий Александрович Феста (1911—1994) — советский инженер-конструктор, лауреат Сталинской премии и Государственной премии СССР.

## Биография
Родился 1 июня 1911 г. в Москве в семье инженера, предки которого были выходцами из Италии.
Окончил 4 курса Московского автотракторного института им. М. В. Ломоносова (1932), диплом получил через несколько лет.
С 1932 г. работал на ЗИС/ЗИЛ:
- 1932—1934 конструктор инструментального цеха;
- 1934—1938 конструктор КЭО;
- 1938—1942 руководитель групп проектирования коробок скоростей и редукторов;
- 1942—1954 последовательно ведущий конструктор, начальника КБ и отдела главного конструктора грузовых автомобилей (1952);
- 1954−1957 командирован в г. Чанчунь (КНР) на автозавод для организации конструкторской службы;
- 1957—1981 заместитель главного конструктора ЗиЛ.

С 1981 г. на пенсии.
Урна с прахом захоронена в колумбарии Донского кладбища.

## Награды и звания
- Сталинская премия 3 степени (1948 год; в составе коллектива) — за разработку конструкции нового автомобильного двигателя с пятискоростной коробкой передач для грузовых автомобилей.(за двигатель и коробку передач ЗИС-120);
- Государственная премия СССР (1967 год; в составе коллектива) — за создание конструкции семейства грузовых автомобилей «ЗИЛ-130» большой производительности, долговечности и современного массового высокоавтоматизированного их производства.